# Licitación de fibra óptica
Se conoce como licitación de fibra óptica al proceso mediante el cual el gobierno mexicano convoca un concurso público para la explotación de la red de fibra óptica perteneciente a la Comisión Federal de Electricidad.

## Historia
El 26 de enero del 2010, el gobierno mexicano lanzó una licitación o subasta pública para la explotación de la red de fibra óptica de la Comisión Federal de Electricidad (CFE) en un proceso que permitiría ofrecer a México mejores servicios a menores precios para los consumidores así como incrementar la competencia en el sector de telecomunicaciones y aumentar la penetración del acceso a Internet.
La Comisión Federal de Electricidad (CFE) contaba hasta dicho momento con más de 21 000 km de fibra en su red troncal, mediante la cual se podían transmitir datos, video y voz a una velocidad de 10 Mbps, hecho que convertiría a esta infraestructura como la de mayor capacidad en México. Además de Telmex y la Comisión Federal de Electricidad (CFE), no existía otro proveedor que contara con infraestructura para ofrecer los servicios mencionados. 
De acuerdo con el titular de la Secretaría de Comunicaciones y Transportes, Juan Molinar Horcasitas “El arrendamiento por 20 años de la fibra óptica oscura incrementará la competencia entre las firmas de telecomunicaciones en el mercado de la transmisión de datos, y por consiguiente descenderán las tarifas en el mercado”.
La licitación contenía tres rutas de dos hilos de fibra óptica "oscura" (sin equipos de transmisión) que alcanzaba una longitud total de 19 469 kilómetros a lo largo del país, cuyo sector de telecomunicaciones estaba liderado por las empresas del magnate Carlos Slim. La licitación incluía también la posibilidad de desarrollar segmentos complementarios de la red por otros 1739 kilómetros.
En una convocatoria publicada en el Diario Oficial de la Federación (DOF), la Secretaría de Comunicaciones y Transportes (SCT) precisó que se permitiría al operador que ganara, una concesión por 20 años prorrogables para transportar tráfico mayorista de telefonía e Internet. Pese a que expertos pronosticaban que esta licitación atraería a grandes compañías de medios y operadoras de TV por cable, el consorcio formado por Televisa, Telefónica y Megacable fue el único participante en el concurso.
El 9 de junio del 2010, El entonces Secretario de Comunicaciones y Transportes, Juan Molinar Horcasitas, anunció que el consorcio ganó la licitación del par de hilos de la red de fibra óptica de la Comisión Federal de Electricidad, luego de ofrecer 883 millones de pesos por esta infraestructura, superior en 3% al precio mínimo de referencia fijado por el gobierno federal.